# ديف روبرتس (لاعب كرة قاعدة)
ديف روبرتس (بالإنجليزية: Dave Roberts) هو مدرب كرة القاعدة ‏ أمريكي، ولد في 31 مايو 1972 في ناها في اليابان.

## وصلات خارجية
- ديف روبرتس على موقع دوري كرة القاعدة الرئيسي (الإنجليزية)
- ديف روبرتس على موقعبيزبول رفرنس.كوم (الدوري الرئيسي) (الإنجليزية)
- ديف روبرتس على موقعبيزبول رفرنس.كوم (الدوري الثانوي) (الإنجليزية)
- ديف روبرتس على موقع إي إس بي إن.كوم (أم.أل.بي) (الإنجليزية)
- ديف روبرتس على موقع مشجعي الرسوم البيانية (الإنجليزية)